# Campaña presidencial de Donald Trump de 2024
La Campaña presidencial de Donald Trump de 2024 empezó oficialmente el 15 de noviembre de 2022, cuando el presidente número 45 de los Estados Unidos, Donald Trump, anunció su campaña para un segundo mandato presidencial no consecutivo en un discurso en Mar-a-Lago en Palm Beach, Florida, el 15 de noviembre de 2022.
El candidato a vicepresidente y compañero de fórmula es J. D. Vance. Su posible contendor demócrata, Joe Biden, retiró su candidatura tras la presión interna de su partido.
Según los informes, Trump había estado considerando una candidatura presidencial para 2024 inmediatamente después de su derrota en las elecciones presidenciales de Estados Unidos de 2020 ante el candidato del Partido Demócrata, Joe Biden. En la semana del 9 de noviembre de 2020, Trump le indicó al senador del Partido Republicano Kevin Cramer: "Si esto no funciona, me postularé de nuevo en cuatro años". En diciembre de 2021, CNN informó que "El enfoque de Trump de esperar y ver para las elecciones de 2024 ha congelado las próximas primarias presidenciales republicanas", y haciendo que los otros posibles precandidatos mantuvieran un perfil bajo mientras esperaban la decisión oficial de Trump sobre el asunto.
Después de meses de especulaciones, Trump anunció su candidatura a la presidencia en un discurso pronunciado el 15 de noviembre de 2022 ante sus seguidores en su propiedad de Mar-a-Lago en Florida. Su anuncio recibió una amplia cobertura mediática y una respuesta mixta tanto de demócratas como de republicanos. Algunos demócratas acogieron con cautela la campaña, viendo a Trump como vencible, mientras que otros se opusieron, citando supuestos efectos negativos que podría tener en la democracia estadounidense. Algunos republicanos, en su mayoría leales a Trump, dieron la bienvenida a la campaña, mientras que otros (incluidos muchos funcionarios republicanos electos) se opusieron, considerando a Trump como un candidato débil y vencible que había hecho perder a los republicanos en los últimos ciclos electorales.
La candidatura de Trump rompió el récord de Biden como el candidato de mayor edad en ser elegido a la presidencia; si hubiese vuelto a competir contra Biden, hubiera sido la primera revancha presidencial desde 1956, cuando Dwight D. Eisenhower se postuló con éxito para la reelección contra Adlai Stevenson. Trump, se convirtió en la segunda persona en perder una elección presidencial y luego ganar la reelección, después de que Grover Cleveland lo hiciera en 1892, así como en el segundo presidente (después de Cleveland) en cumplir dos mandatos no consecutivos.
El 30 de marzo de 2023, Trump fue acusado de 34 delitos graves de fraude derivados de su presunto papel en los pagos de dinero secreto realizados a la actriz de películas pornográficas Stormy Daniels antes de las elecciones presidenciales de Estados Unidos de 2016. Trump llamó a su acusación persecución política e interferencia electoral. El 9 de mayo, Trump fue declarado responsable de abuso sexual y difamación contra la periodista Elizabeth Jean Carroll. Trump dijo que apelaría la decisión y la describió como un "silenciamiento inconstitucional".
Durante la campaña, en los videos compartidos en YouTube, las redes de Meta y otras acuñó el término «Agenda 47» refiriéndose a su deseo de ser el presidente N° 47 y en contraposición a la Agenda 2030 de Naciones Unidas.
La campaña oficialmente se ha distanciado del «Proyecto 2025», siendo calificado de «extremo» por Trump.
El 24 de agosto de 2023 fue tomada la fotografía policial de Donald Trump después que este se entregara a las autoridades tras una acusación estatal en su contra. Trump fue fichado con el número de reserva 2313827. La foto es la primera y única fotografía policial jamás tomada de un presidente estadounidense. BBC News comentó sobre su ambiente estilo interrogatorio. A las pocas horas de su lanzamiento al público, se convirtió en un meme viral de Internet y apareció en productos vendidos en línea.
Fotos de Trump tras sobrevivir al intento de magnicidio en su contra también se viralizaron.
La campaña recibió un fuerte apoyo económico y mediático del magnate tecnológico Elon Musk, quien hizo campaña por Trump en su perfil de X y llegó a participar en uno de sus mítines en Pensilvania, estado clave para la elección.
El 6 de noviembre, Donald Trump logró ganar en los estados pendulares necesarios, además de contar con una ventaja en el voto popular por primera vez, siendo ser el primer republicano en dos décadas en lograrlo, venciendo a la vicepresidente incumbente, Kamala Harris. El voto hispano de Estados Unidos fue clave en su favor como también el voto masculino. Trump recibió mensajes de felicitación de políticos de todo el mundo.

## Antecedentes

### Sucesos previos y controversias
Trump ganó las elecciones presidenciales de 2016 con un voto electoral de 304 frente a los 227 de la candidata demócrata Hillary Clinton. Trump perdió el voto popular y recibió casi 3 millones de votos menos que Clinton, el mayor margen negativo de cualquier candidato presidencial ganador en la historia; por lo tanto, fue elegido como el 45.° presidente de los Estados Unidos el 8 de noviembre de 2016 y fue investido en el cargo el 20 de enero de 2017. Buscó sin éxito la reelección en las elecciones presidenciales de los Estados Unidos de 2020, perdiendo ante el candidato demócrata Joe Biden, quien obtuvo un voto electoral de 306 a los 232 de Trump. Trump también perdió el voto popular por 7 millones de votos. Con una semana restante en su presidencia, la Cámara de Representantes acusó a Trump de incitación a la insurrección por sus acciones durante el ataque del 6 de enero en el Capitolio una semana antes, pero finalmente fue absuelto en el Senado controlado por los demócratas debido a la votación de 57 a 43 a favor de la condena que no alcanzó la mayoría calificada de dos tercios (67 de 100 senadores) requerida. Trump es el único presidente de Estados Unidos que ha sido acusado dos veces. Trump continúa afirmando que las elecciones fueron robadas, lo que ha llevado a una controversia constante dentro del partido republicano.
A partir de diciembre de 2022, Trump enfrenta numerosas demandas e investigaciones penales sobre sus actividades. Las cuatro principales investigaciones criminales que actualmente involucran a Trump se refieren a: 1) el presunto transporte indebido de una gran cantidad de documentos clasificados a su casa en Mar-a-Lago después de su presidencia; 2) sus supuestas acciones durante el ataque al Capitolio del 6 de enero; 3) sus supuestos intentos de intimidar a los funcionarios electorales de Georgia y obstruir los resultados de las elecciones presidenciales en Georgia en 2020; 4) y su presunto fraude financiero al tergiversar sus activos al intentar obtener préstamos y tasaciones para sus negocios. El presidente de la campaña presidencial de Trump de 2016, Paul Manafort, su exjefe de estrategia política, Steve Bannon, y el exconsejero de campaña, Michael Cohen, han sido condenados por varios delitos y condenados a prisión desde 2018. Al menos otros 8 miembros de campañas anteriores de Trump han sido acusados de delitos desde 2017.

### Rumores de postulación
En los días previos al final de su mandato en enero de 2021, Trump comenzó a discutir la posibilidad de formar un tercer partido, que se denominaría "Partido Patriota", para disputar las elecciones contra candidatos demócratas y republicanos. Los portavoces de Trump luego negaron que tuviera tales planes.
En marzo de 2021, la sobrina de Trump, la psicóloga Mary L. Trump, afirmó que Trump no volvería a realizar una campaña genuina para la presidencia, sino que "pretenderá" postularse para presidente para beneficiarse de la publicidad generada por tal esfuerzo. Sin embargo, en abril de 2021, CNN informó que Trump estaba "anhelando regresar a la Casa Blanca" y que el apoyo de Trump a los candidatos de otras carreras en ese momento estaba "principalmente dirigido a apoyar ese objetivo".
En julio de 2022, mientras avanzaban las audiencias públicas del Comité Selecto de la Cámara sobre el ataque del 6 de enero, se informó que Trump estaba considerando hacer un anuncio anticipado de su candidatura para 2024. El 14 de julio de 2022, Intelligencer publicó una entrevista con Trump, en base a la cual informaron que Trump ya había tomado una decisión y estaba decidiendo cuándo lanzar su candidatura. Luego del allanamiento del FBI en Mar-a-Lago en agosto de 2022, muchos de los aliados de Trump lo instaron a que anunciara su candidatura antes, incluidos algunos que le habían aconsejado previamente que pospusiera el anuncio hasta después de las elecciones intermedias.
En junio de 2022 afirmó que le ganaría a Ron DeSantis en una primaria y constantemente insinuó a DeSantis que no se postule.
Durante un mitin en Iowa en el período previo a las elecciones de mitad de período de Estados Unidos de 2022, Trump declaró: "Para que nuestro país sea exitoso, seguro y glorioso, muy, muy, muy probablemente lo haré de nuevo", indicando que él podría anunciar su candidatura poco después, lo que generó especulaciones de que lo anunciaría tan pronto como la semana del 14 de noviembre de 2022.
Susie Wiles, quien trabajó a favor del triunfo del republicano en Florida, sonó como posible carta para dirigir la campaña presidencial de 2024 a nivel nacional.

## Elegibilidad
La cuestión de la elegibilidad de Trump para postularse a la presidencia en 2024 está delineada por la Constitución de los Estados Unidos. Dos enmiendas que abordan este problema son las enmiendas 14 y 22.

### Elegibilidad bajo la Enmienda 22
Trump solo ha sido elegido presidente una vez, en 2016, por lo que la Enmienda 22, que solo permite dos mandatos completos, no limita su candidatura nuevamente. Incluso antes de perder las elecciones de 2020, proclamó públicamente su voluntad de buscar un tercer mandato en 2024, a pesar de que esto está explícitamente prohibido. Trump afirmó que Barack Obama lo había espiado a él y a su campaña, y que esto significaba que tenía "«derecho» [a un tercer mandato] porque fue espiado".
Trump busca convertirse en el segundo presidente en cumplir mandatos no consecutivos, después de Grover Cleveland, quien fue reelegido en 1892. El último presidente de un mandato en hacer campaña para un segundo mandato no consecutivo fue Herbert Hoover, quien después de servir desde 1929 hasta 1933 intento competir sin éxito en 1936 y 1940.

### Elegibilidad bajo la Enmienda 14
A raíz de la Guerra de Secesión, se aprobó la Enmienda 14. La sección 3 de la enmienda prohíbe que cualquier persona ocupe un cargo público si previamente había hecho un juramento para apoyar la Constitución, pero luego "se involucró en una insurrección o rebelión contra [Estados Unidos], o prestó ayuda o consuelo a sus enemigos". El texto completo de esta sección dice:
Los opositores citan el presunto papel de Trump en el asalto al Capitolio de los Estados Unidos el 6 de enero como una razón para su inhabilitación para postularse a un cargo público. El 10 de enero de 2021, Nancy Pelosi, presidenta de la Cámara, solicitó formalmente la opinión de los representantes sobre si la Sección 3 se refería al presidente saliente. El 13 de enero de 2021, la Cámara de Representantes acusó a Trump de 'incitación a la insurrección' con una votación de 232 a 197. El 13 de febrero de 2021, el Senado votó sobre el cargo, con 57 senadores votando 'Culpable' contra 43 como 'No culpable'; la destitución por juicio político requiere una mayoría calificada de dos tercios del Senado de los Estados Unidos para condenar en un juicio político.
Algunos expertos legales creen que se requeriría que un tribunal tome una decisión final si Trump fuera incapacitado bajo la Sección 3. En septiembre de 2022, un juez de la corte de distrito de Nuevo México destituyó de su cargo al funcionario local Couy Griffin debido a su participación en el ataque del 6 de enero, que, según algunos comentaristas, sentó un precedente para prohibir a Trump de ocupar el cargo. Un estado también puede tomar la determinación de que Trump está incapacitado bajo la Sección 3 para aparecer en la boleta electoral de ese estado. Trump podría apelar ante los tribunales cualquier incapacitación por parte del Congreso o de un estado. Además de la acción legislativa estatal o federal, se podría iniciar una acción judicial contra Trump buscando su incapacitación en virtud de la Sección 3.
En diciembre de 2023, la Corte Suprema de Colorado determinó que Trump no era elegible para presentarse a las elecciones presidenciales alegando que Trump habría incitado el asalto al Capitolio en 2021. Esta decisión fue apelada y fue revertida por la Corte Suprema federal la cual sentó el precedente para que ningún estado pueda prohibir que Trump esté en la papeleta. 
Durante ese mismo mes Trump afirmó que no sería un dictador si fuera reelegido, «excepto el primer día (...) después de eso, ya no seré un dictador». La encuesta de la Universidad de Massachusetts Amherst y YouGov afirma que el 74% de los votantes republicanos dijeron que sería una buena idea que Trump cumpliera con sus comentarios.

## Anuncio
El 15 de noviembre de 2022, Trump anunció su candidatura en Mar-a-Lago en un discurso de una hora. El anuncio se produjo una semana después de las elecciones en las que los candidatos a la Cámara respaldados por Trump obtuvieron un desempeño inferior a los candidatos no respaldados por Trump en siete puntos porcentuales. Su discurso de anuncio estuvo "lleno de puntos de conversación exagerados y falsos" y al menos "20 afirmaciones falsas y engañosas", pronunciando la primera afirmación inexacta "unos dos minutos y unos minutos después, de al menos cuatro afirmaciones hiperbólicas sobre sus propios logros". El Fact Check del New York Times declaró que "el Sr. Trump repitió muchas exageraciones familiares sobre sus propios logros, reiteró ataques engañosos contra los opositores políticos e hizo evaluaciones nefastas que estaban en desacuerdo con la realidad".

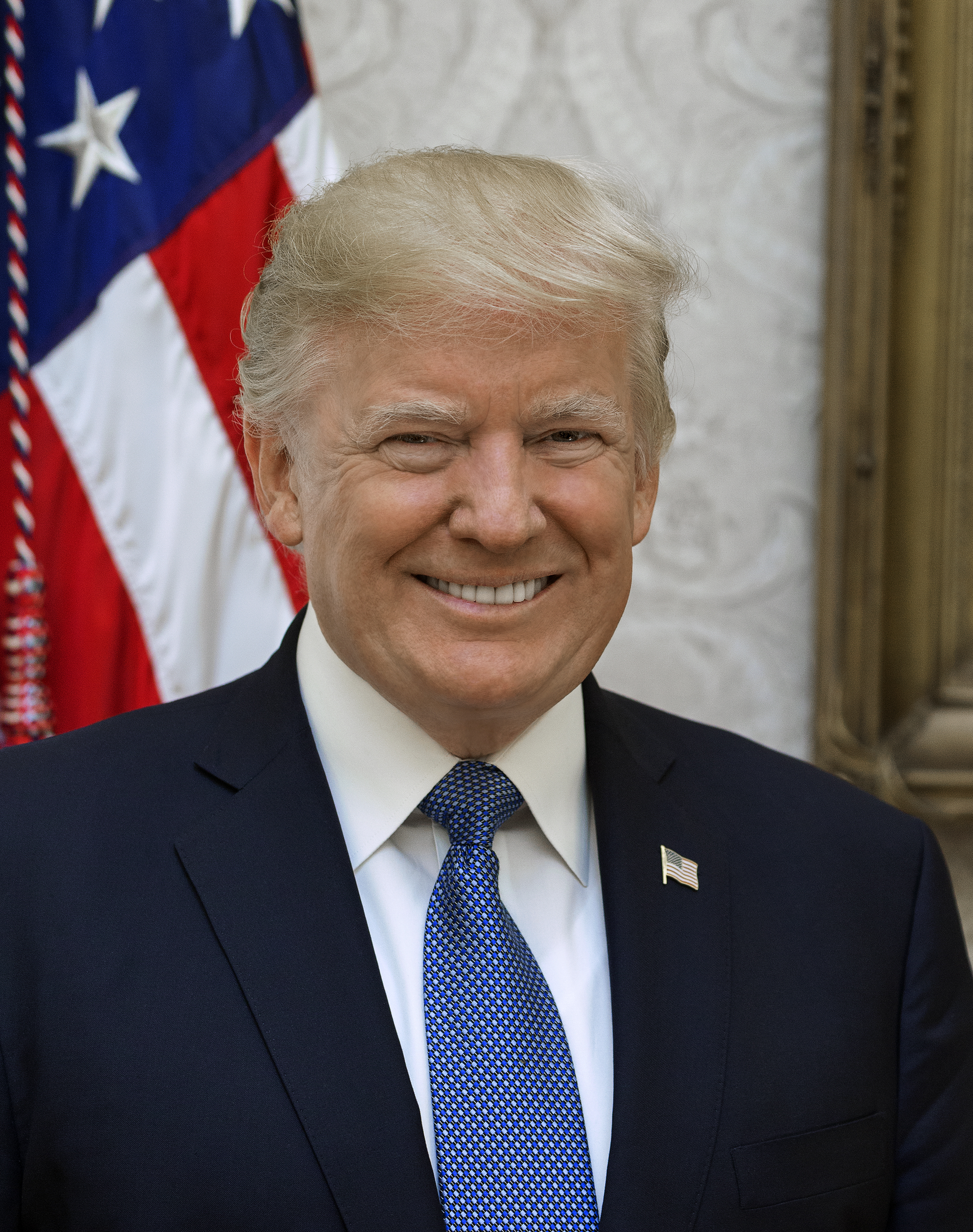
Retrato oficial de Trump, 2017.

The New York Post se burló del anuncio de Trump al relegarlo a la página 26 y anotarlo en la portada con una pancarta que decía "Hombre de Florida hace un anuncio". El artículo se refería a Mar-a-Lago como "la biblioteca de documentos clasificados de Trump" en referencia a la investigación en curso sobre el presunto manejo inadecuado de materiales clasificados por parte de Trump que había llevado a Mar-a-Lago después de su presidencia por razones aún no claras.

### Asistentes
Al anuncio asistieron el comediante Alex Stein; el consultor Roger Stone; el empresario Mike Lindell; El representante Madison Cawthorn (R-NC); el ex subdirector de la Oficina de Administración y Presupuesto Russell Vought; el asesor político Jason Miller; el abogado Kash Patel; el analista político Sebastián Gorka; y el asesor político Hogan Gidley. The Insider señaló que "muchos miembros del Congreso no asistieron", incluido Matt Gaetz. Los familiares que asistieron incluyeron a la esposa de Trump y ex primera dama Melania, los hijos de Trump, Barron y Eric, la esposa de Eric, Lara, y el yerno de Trump, Jared Kushner. Sus hijas Ivanka y Tiffany no asistieron a la fiesta de presentación; Ivanka dijo que no participaría en política en el futuro y que no sería parte de la candidatura presidencial de su padre. El hijo de Trump, Donald Trump Jr., tampoco asistió. Ivanka había sido asesora principal en la administración de su padre y también era directora de la Oficina de Iniciativas Económicas y Emprendimiento. Trump invitó al almirante Charles Kubic, portavoz nacional de VFAF, Donna y Stan Fitzgerald asesor político principal de Veteranos por Trump, con Angie Wong, representante nacional de medios de VFAF. Asistieron Fitzgerald's y Wong, Kubic estaba fuera del país. La organización VFAF formará parte del equipo de colación de Trump para la campaña.

## Sucesos posteriores
Tres días después de que Trump anunciara su candidatura, el fiscal general de los Estados Unidos, Merrick Garland, nombró a Jack Smith como asesor especial para las investigaciones sobre el papel de Trump en el asalto del 6 de enero y el presunto mal manejo de registros gubernamentales. Se pueden nombrar abogados especiales cuando puede haber un conflicto de intereses o la apariencia de este, Garland dijo que las candidaturas políticas anunciadas tanto de Trump como del presidente Biden lo impulsaron a dar lo que describió como un "paso extraordinario". Las investigaciones de los asesores especiales operan en gran medida independientes del control del Departamento de Justicia en virtud de regulaciones federales de décadas de antigüedad, y Garland dijo que "el nombramiento subraya el compromiso del departamento tanto con la independencia como con la rendición de cuentas en asuntos particularmente delicados".
A fines de noviembre de 2022, Kanye West anunció su propia candidatura para las elecciones presidenciales de 2024. Poco después, West visitó a Trump en Mar-a-Lago y trajo consigo a Nick Fuentes, un nacionalista blanco negacionista del Holocausto. West afirmó que después de que le pidió a Trump que fuera su candidato a vicepresidente, "Trump básicamente comenzó a gritarme en la mesa diciéndome que iba a perder". Trump respondió con una declaración de que West "apareció inesperadamente con tres de sus amigos, de los que no sabía nada", y en una declaración adicional reconoció haberle aconsejado a West que abandonara la carrera. Varios otros posibles contendientes para 2024 hablaron después de este evento, con el gobernador de Arkansas, Asa Hutchinson, calificando la reunión de "muy preocupante", y el exvicepresidente de Trump, Mike Pence, pidiendo a Trump que se disculpara por darle a Fuentes "un asiento en la mesa". Mitch McConnell dijo que era poco probable que Trump ganara las elecciones presidenciales de 2024 como resultado de la cena.
El 3 de diciembre de 2022, luego de la publicación de "The Twitter Files" de Elon Musk, Trump se quejó de fraude electoral y publicó en Truth Social, pidiendo "la terminación de todas las reglas, regulaciones y artículos, incluso los que se encuentran en la Constitución".
La Organización Trump fue condenada por 17 cargos de fraude criminal en diciembre de 2022, y las encuestas indicaron que la mayoría de los estadounidenses creían que Trump debería ser acusado de delitos adicionales.
El 28 de enero de 2023, realizó sus primeros eventos de campaña en Carolina del Sur y Nuevo Hampshire.
El 4 de marzo de 2023, Trump pronunció un largo discurso de apertura en la convención de CPAC, a la que también asistió Nikki Haley, pero no otros posibles candidatos republicanos. En su discurso, Trump prometió servir como retribución para aquellos que fueron agraviados y afirmó que él era el único candidato que podía evitar la Tercera Guerra Mundial.
El 25 de marzo de 2023, Trump realizó un mitin en Waco, Texas, durante el 30.° aniversario del asedio de Waco.
El 7 de abril de 2023 se informó que Trump buscaba contratar a la activista de extrema derecha Laura Loomer, ya sea para su campaña o para el principal súper PAC.
A fines de abril, Trump sugirió que no estaba interesado en debatir con otros contendientes republicanos, al menos no hasta más adelante en el año.
El 10 de mayo de 2023, Trump apareció uno a uno con la presentadora de noticias Kaitlan Collins en CNN Republican Town Hall con Donald Trump en St. Anselm College en Nuevo Hampshire, con una audiencia de votantes republicanos e indecisos. Durante el evento, Trump se atribuyó la anulación de Roe v. Wade, apoyó el incumplimiento de pago de la deuda nacional en el enfrentamiento del techo de la deuda y nuevamente afirmó que las elecciones de 2020 fueron robadas. Trump también sugirió indultar a los condenados como resultado del asalto al Capitolio de los Estados Unidos el 6 de enero.

### Acusación
El 30 de marzo de 2023, un gran jurado de Manhattan acusó formalmente a Trump por su presunto papel en un escándalo derivado de pagos secretos realizados a la actriz de películas para adultos Stormy Daniels antes de las elecciones presidenciales de 2016. Trump emitió un comunicado calificando la acusación como "persecución política" y dijo que sería "contraproducente masivamente" para el presidente Joe Biden. Hablando con Wolf Blitzer de CNN, el exvicepresidente Mike Pence calificó la acusación como un "ultraje".
Trump envió correos electrónicos a sus seguidores solicitando donaciones para "defender nuestro movimiento de la interminable caza de brujas" y escribió que las donaciones tendrían un "impacto del 1500%". En las dos semanas siguientes a la acusación, recaudó $15,4 millones, más de lo que había recaudado durante los tres meses anteriores.

### Caso civil
El 25 de abril de 2023, comenzó el juicio civil en la Corte de Distrito de los Estados Unidos para el Distrito Sur de Nueva York por las acusaciones de E. Jean Carroll de que Trump la había violado en los  almacenes Bergdorf Goodman en 1995 o 1996. El 9 de mayo de 2023, el jurado encontró a Trump responsable de abuso sexual y difamación contra Carroll, pero no lo encontró responsable de violación. Otorgaron a Carroll $5 millones en daños. Trump dijo que apelará la decisión y la describió como un "silenciamiento inconstitucional".

## Campaña

### Primarias del Partido Republicano

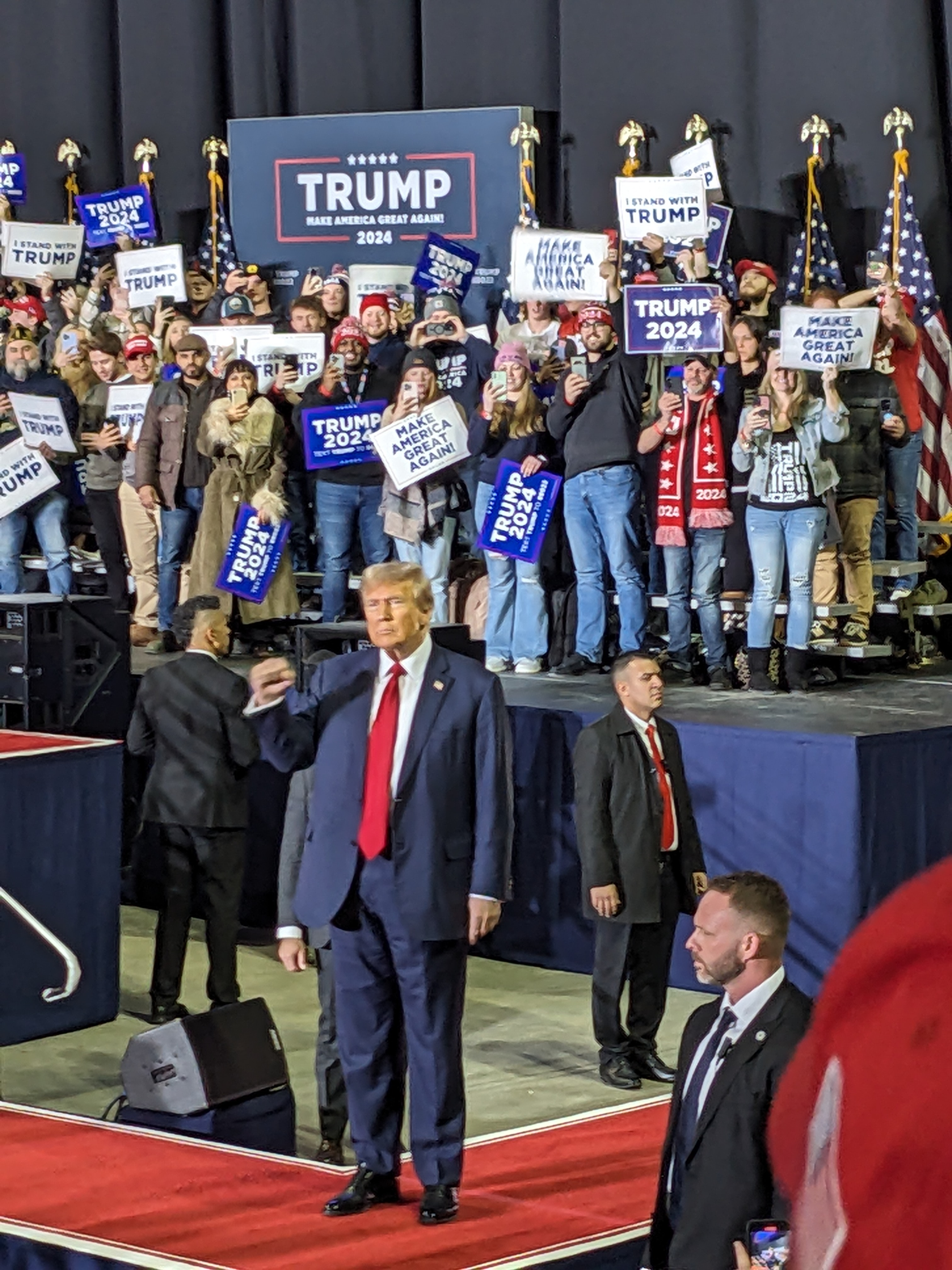
Donald Trump en un mitin en enero de 2024.

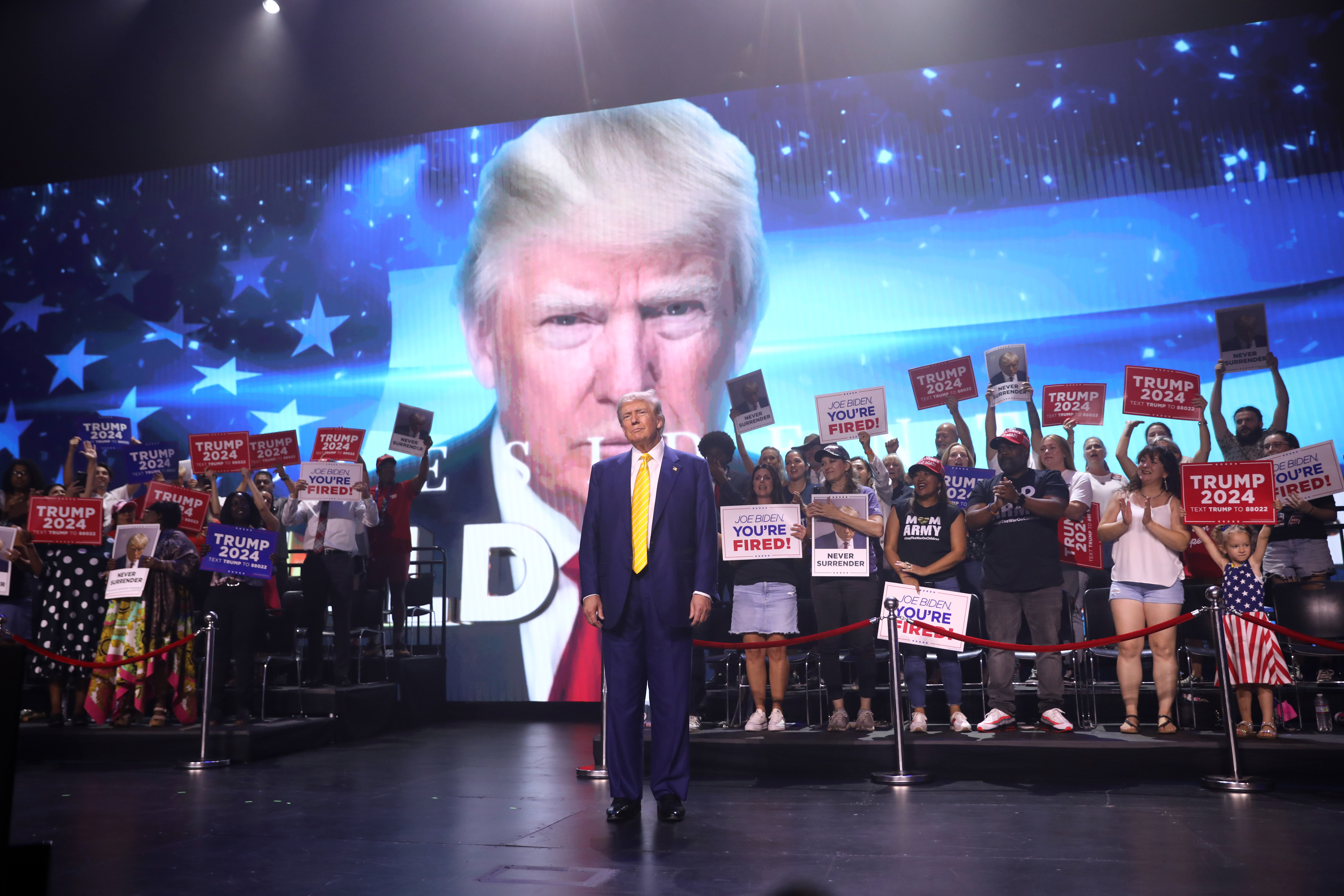
Donald Trump con sus seguidores durante la campaña de 2024.

En 2022 el expresidente afirmó que le ganaría a Ron DeSantis en una primaria y constantemente insinuó a DeSantis que no se postulase. Susie Wiles, quien trabajó a favor del triunfo del republicano en Florida, fue quien dirigió la campaña presidencial de 2024 a nivel nacional, y posteriormente a la elección también fue puesta en un rol importante.
En enero de 2024 Vivek Ramaswamy (quien ideológicamente estaba más cercano a Trump) se retiró de las primarias republicanas, en febrero, Ron DeSantis bajó su candidatura, siendo Nikki Haley su única contendora restante en las primarias republicanas hasta marzo.
El 6 de marzo de 2024, Nikki Haley, su única contendora en las primarias republicanas, retiró su candidatura, convirtiendo a Trump en el único candidato y nominado por el partido Republicano como candidato en las elecciones presidenciales contra el entonces candidato Joe Biden del partido Demócrata. Esto ocurrió tras el supermartes en donde Trump ganó en 14 de los 15 estados donde se realizaron primarias. Haley solo ganó en Vermont y el distrito federal el cual no es un estado. Por su parte, Joe Biden ganó en todas las primarias demócratas.

### Eventos de campaña
Durante la CPAC de 2024, Trump se reunió con el presidente argentino Javier Milei, además de contar con la presencia del presidente salvadoreño Nayib Bukele, el diputado federal brasileño Eduardo Bolsonaro y el diputado español Santiago Abascal.
El 12 de marzo se confirmó la nominación de Trump como el candidato republicano y Biden como el candidato demócrata en las elecciones presidenciales de 2024, lo que de haberse concretado habría sido la primera revancha electoral del país en los últimos 68 años.
El 27 de junio Trump y Biden realizaron un debate en CNN sin público y con micrófonos cerrados. En este debate Trump no realizó la cantidad de interrupciones que sí se vieron en campañas anteriores, y Biden se mostró incompetente y con signos de demencia senil, lo cual despertó dudas dentro de la militancia demócrata sobre si Biden debía ser reemplazado o no como candidato.
Durante el debate del 27 de junio de 2024 entre Donald Trump y Joe Biden, ambos discutieron sobre su hándicap de golf. La discusión al respecto siguió incluso después del debate.
El 1 de julio, la Corte Suprema falló que Trump es inmune por todo lo que hizo como presidente en actos oficiales.

### Intento de asesinato de Donald Trump en Pensilvania

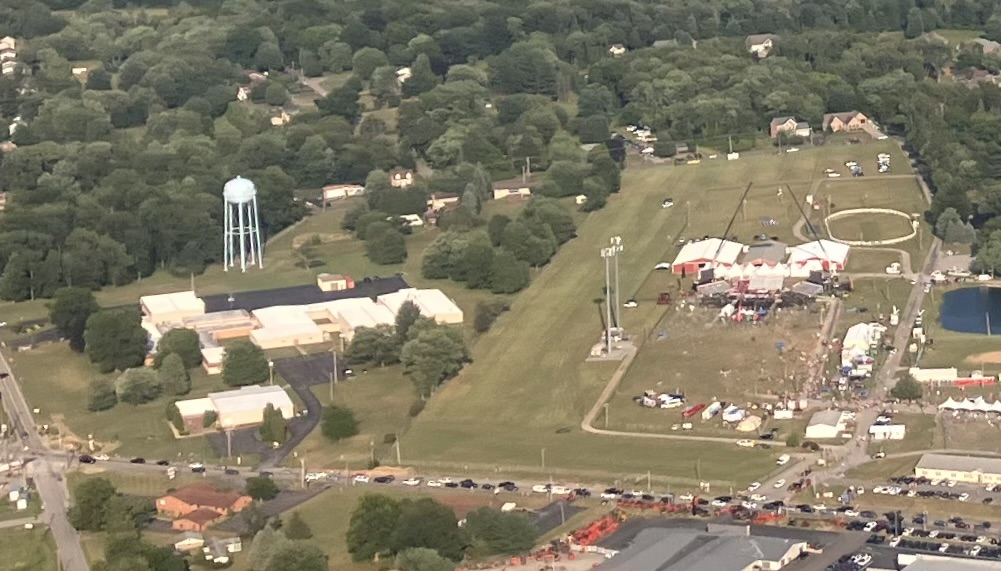
Fotografía aérea del recinto ferial en Butler, donde ocurrió el primer intento de asesinato. Se pueden apreciar el cobertizo donde se ubicó el perpetrador (izquierda) y el escenario donde se presentó Trump (derecha).

El 13 de julio, durante un mitin en Butler, Pensilvania, sufrió un intento de magnicidio resultando herido en su oreja derecha tras ser disparado por un tirador, logrando ser escoltado por el Servicio Secreto con el puño en alto, repitiendo «¡luchen!» tres veces, y llegando a la salida del recinto. Posteriormente recibió atención médica en un centro médico local, donde se anunció que se encontraba bien. En el incidente murió una persona del público, además del atacante, Thomas Matthew Crooks. Las fotos de Trump tomadas por fotógrafos tras sobrevivir al atentado se hicieron virales.

### Elección vicepresidencial

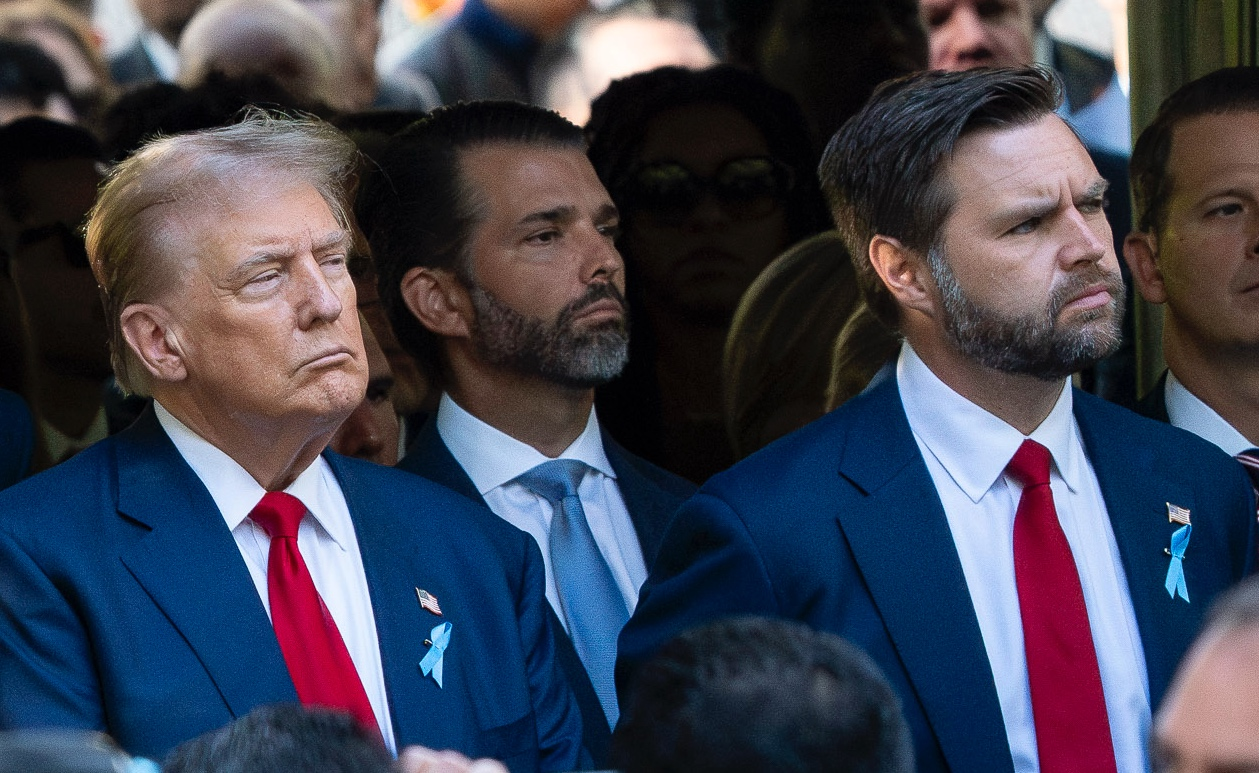
Trump y su compañero de fórmula, J. D. Vance durante la conmemoración de los atentados del 11 de septiembre de 2001.

Dos días después, el 15 de julio, anunció mientras se realizaba la Convención Nacional Republicana que su candidato a Vicepresidente es J. D. Vance. Ese mismo día la causa penal contra Trump relacionada con los documentos clasificados, fue desestimada, a su vez la jueza cuestionó la forma en la que se designó al fiscal general del caso, Jack Smith. Durante el discurso en la convención el candidato a presidente rindió homenaje a la víctima fatal del tiroteo, y llamó a la unidad nacional.

### Acontecimientos posteriores a la retirada de Biden
El 21 de julio, Joe Biden anunció su renuncia a su campaña presidencial para un segundo mandato dándole su apoyo a su vicepresidente, Kamala Harris, para ser la nominada del Partido Demócrata.
El 23 de agosto el candidato independiente, Robert F. Kennedy Jr. bajó su candidatura en los Estado pendulares, declarando su apoyo a Trump mientras participaba en un mitin del candidato republicano. El 26 de agosto, la excandididata demócrata a primarias, Tulsi Gabbard declaró su apoyo a Trump.
El 10 de septiembre se realizó un debate entre Trump y Harris.
El 13 de septiembre, el presidente Joe Biden bromeó junto adherentes de Trump y se puso una gorra de la campaña del republicano.
El 15 de septiembre un sospechoso llamado Ryan Wesley Routh fue encontrado con un AK-47 cerca del Trump International Golf Club en donde el expresidente se encontraba jugando. El servicio secreto le disparó al sospechoso quien logró huir en su automóvil por varios kilómetros hasta ser capturado en un condado vecino por la policía. Esto fue investigado como un segundo intento de asesinato.
El 12 de octubre Trump acudió a Coachella en California realizando un mitin, la policía arrestó a un hombre armado procedente de Nevada y fue calificado como el tercer intento de asesinato de la campaña, sin embargo el hombre en cuestión negó haber tenido intención alguna de asesinar a Trump, alegando que lo que se ha dicho sobre él es falso y asegurando que él mismo es partidario de Trump.
El 20 de octubre Trump visitó un local de la cadena McDonalds y trabajó, sirviendo comida a clientes.
El 31 de octubre, llegó a un mitin  en un camión de basura tras la crítica de Biden en la cual llamó a los seguidores de Trump "basura".

## Participación de Elon Musk
El 6 de octubre, el empresario dueño de Tesla, Inc. y la red social X, Elon Musk, apareció en un mitin de Trump realizado en Butler, en el mismo lugar que sucedió el primer intento de asesinato de la campaña. En éste, Musk le dio su apoyo mientras usaba una gorra negra con el lema MAGA.

## Sobre la inmigración
También comenzó a ser crítico de Nayib Bukele, considerado aliado de los republicanos previamente, cuestionando las razones por las que se redujo la criminalidad en El Salvador y haciendo eco de las acusaciones de liberación pactada de miembros de la Mara Salvatrucha que existen en su contra diciendo que estos criminales serían liberados y que estos llegarían a Estados Unidos. Trump dijo en su mitin en Míchigan: «Están arrojando a sus criminales a Estados Unidos y no vamos a soportarlo más. (…) En El Salvador, los asesinatos han bajado un 70%. Él (Bukele) dijo, sí, estamos enseñando. Él es diferente  Le va bien trabajando con la gente que está causando problemas. Él no está trabajando con ellos (criminales). Los están tirando en Estados Unidos».
Durante la campaña habló en contra de la banda criminal «Tren de Aragua», refiriéndose a la entrada de inmigrantes de Venezuela, Haití (a quienes acusó de «comer perros y gatos»), el Congo, El Salvador, Honduras, Guatemala y México, llamando a la "pena de muerte" para quienes asesinen a ciudadanos estadounidenses.

## La Agenda 47 y el Proyecto 2025
Durante la campaña, en los videos compartidos en YouTube, las redes de Meta y otras acuñó el término «Agenda 47» refiriéndose a su deseo de ser el presidente n.º 47 y en contraposición a la Agenda 2030 de Naciones Unidas. Adicionalmente Trump vendió unas zapatillas doradas a US$399 diseñadas por él en la «Sneaker Con» tras recibir una multa de US$355 millones.
Trump se ha distanciado del esfuerzo conservador «Proyecto 2025» de rediseñar el gobierno federal de Estados Unidos, calificándolo de «extremo», teniendo como programa de gobierno la «Agenda 47».

## Endosos
Varios funcionarios republicanos tanto a nivel federal como estatal se apresuraron a respaldar la candidatura de Trump, mientras que otros se destacaron por guardar silencio sobre la cuestión, y algunos expresaron su oposición.
Veteranos por Trump, también conocido como Veteranos por América Primero, un grupo nacional de veteranos, ha respaldado a Donald Trump para su candidatura presidencial de 2024. Trump compartió el respaldo del grupo de veteranos en su página Truth Social.
| Respaldos |
| Esta sección es un extracto de Elecciones presidenciales de Estados Unidos de 2024 § Donald Trump (R) . [ editar ] |
| Funcionarios - Alexander Acosta, secretario de Trabajo de los Estados Unidos (2017-2019). - William Barr, fiscal general de los Estados Unidos (1991-1993; 2019-2020). - William Bennett, secretario de Educación de los Estados Unidos (1985-1988). - David Bernhardt, secretario del Interior de los Estados Unidos (2019-2021). - Lynda Blanchard, embajadora en Eslovenia (2019-2021). - Terry Branstad, embajador en China (2017-2020). - Jovita Carranza, administradora de la Administración de Pequeños Negocios (2020-2021). - Ben Carson, secretario de Vivienda y Desarrollo Urbano de los Estados Unidos (2017-2021). - Kelly Craft, embajadora en Canadá (2017-2019) y embajadora ante Naciones Unidas (2019-2021). - Betsy DeVos, secretaria de Educación de los Estados Unidos (2017-2021). - David M. Friedman, embajador en Israel (2017-2021). - Calista Gingrich, embajadora ante la Santa Sede (2017-2021). - Richard Grenell, embajador en Alemania (2018-2020) y director de Inteligencia Nacional (2020). - Nikki Haley, embajadora ante Naciones Unidas (2017-2018). - Robert Lighthizer, representante de Comercio de los Estados Unidos (2017-2021). - Linda McMahon, administradora de la Administración de Pequeños Negocios (2017-2019). - Mark Meadows, jefe de gabinete de la Casa Blanca (2020-2021). - Edwin Meese, Fiscal General de los Estados Unidos (1985-1988). - Steven Mnuchin, secretario del Tesoro de los Estados Unidos (2017-2021). - Mick Mulvaney, jefe de gabinete de la Casa Blanca (2019-2020). - Kash Patel, jefe de gabinete de la Secretaría de Defensa de los Estados Unidos (2020-2021). - Rick Perry, secretario de Energía de los Estados Unidos (2017-2019). - Mike Pompeo, director de la Agencia Central de Inteligencia (2017-2018) y secretario de Estado (2018-2021). - Reince Priebus, jefe de gabinete de la Casa Blanca (2017). - John Ratcliffe, director de Inteligencia Nacional (2020-2021). - Wilbur Ross, secretario de Comercio de los Estados Unidos (2017-2021). - Eugene Scalia, secretario de Trabajo de los Estados Unidos (2019-2021). - Jeff Sessions, fiscal general de los Estados Unidos (2017-2018). - Tommy Thompson, secretario de Salud y Servicios Humanos de los Estados Unidos (2001-2005). - Ivanka Trump, asesora del presidente (2017-2021). - Russell Vought, director de la Oficina de Administración y Presupuesto (2019-2021). - Andrew R. Wheeler, administrador de la Agencia de Protección Ambiental (2018-2021). - Matthew Whitaker, fiscal general de los Estados Unidos (2018-2019). - Robert Wilkie, secretario de Asuntos de los Veteranos de los Estados Unidos (2018-2021). Gobernadores - Greg Abbott, gobernador de Texas. - Doug Burgum, gobernador de Dakota del Norte. - Spencer Cox, gobernador de Utah. - Ron DeSantis, gobernador de Florida. - Mike DeWine, gobernador de Ohio. - Mike Dunleavy, gobernador de Alaska. - Greg Gianforte, gobernador de Montana. - Mark Gordon, gobernador de Wyoming. - Sarah Huckabee Sanders, gobernadora de Arkansas. - Kay Ivey, gobernadora de Alabama. - Jim Justice, gobernador de Virginia Occidental. - Brian Kemp, gobernador de Georgia. - Jeff Landry, gobernador de Luisiana. - Bill Lee, gobernador de Tennessee. - Brad Little, gobernador de Idaho. - Joe Lombardo, gobernador de Nevada. - Henry McMaster, gobernador de Carolina del Sur. - Kristi Noem, gobernadora de Dakota del Sur. - Mike Parson, gobernador de Misuri. - Jim Pillen, gobernador de Nebraska. - Tate Reeves, gobernador de Misisipi. - Kim Reynolds, gobernadora de Iowa. - Kevin Stitt, gobernador de Oklahoma. - Chris Sununu, gobernador de Nuevo Hampshire. - Glenn Youngkin, gobernador de Virginia. Senadores - John Barrasso, senador por Wyoming. - Marsha Blackburn, senadora por Tennessee. - Mike Braun, senador por Indiana. - Katie Britt, senadora por Alabama. - Ted Budd, senador por Carolina del Norte. - John Cornyn, senador por Texas. - Tom Cotton, senador por Arkansas. - Kevin Cramer, senador por Dakota del Norte. - Mike Crapo, senador por Idaho. - Ted Cruz, senador por Texas. - Steve Daines, senador por Montana. - Joni Ernst, senadora por Iowa. - Deb Fischer, senadora por Nebraska. - Lindsey Graham, senador por Carolina del Sur. - Chuck Grassley, senador por Iowa. - Bill Hagerty, senador por Tennessee. - Josh Hawley, senador por Misuri. - John Hoeven, senador por Dakota del Norte. - Ron Johnson, senador por Wisconsin. - Cindy Hyde-Smith, senadora por Misisipi. - John Kennedy, senador por Luisiana. - James Lankford, senador por Oklahoma. - Mike Lee, senador por Utah. - Cynthia Lummis, senadora por Wyoming. - Roger Marshall, senador por Kansas. - Mitch McConnell, senador por Kentucky. - Shelley Moore Capito, senadora por Virginia Occidental. - Markwayne Mullin, senador por Oklahoma. - Pete Ricketts, senador por Nebraska. - Jim Risch, senador por Idaho. - Mike Rounds, senador por Dakota del Sur. - Marco Rubio, senador por Florida. - Eric Schmitt, senador por Misuri. - Rick Scott, senador por Florida. - Tim Scott, senador por Carolina del Sur. - Dan Sullivan, senador por Alaska. - John Thune, senador por Dakota del Sur. - Thom Tillis, senador por Carolina del Norte. - Tommy Tuberville, senador por Alabama. - JD Vance, senador por Ohio. - Roger Wicker, senador por Misisipi. Representantes - Robert Aderholt, AL-04. - Mark Alford, MO-04. - Rick Allen, GA-12. - Mark Amodei, NV-02. - Kelly Armstrong, ND-AL. - Jodey Arrington, TX-19. - Brian Babin, TX-36. - Don Bacon, NE-02. - Jim Baird, IN-04. - Troy Balderson, OH-12. - Jim Banks, IN-03. - Andy Barr, KY-06. - Aaron Bean, FL-04. - Cliff Bentz, OR-02. - Jack Bergman, MI-01. - Stephanie Bice, OK-05. - Andy Biggs, AZ-05. - Gus Bilirakis, FL-12. - Dan Bishop. NC-08. - Lauren Boebert, CO-03. - Mike Bost, IL-12. - Josh Brecheen, OK-02. - Vern Buchanan, FL-16. - Larry Bucshon, IN-08. - Michael Burgess, TX-26. - Eric Burlison, MO-07. - Ken Calvert, CA-41. - Kat Cammack, FL-03. - Mike Carey, OH-15. - Jerry Carl, AL-01. - Buddy Carter, GA-01. - John Carter, TX-31. - Lori Chavez-DeRemer, OR-05. - Juan Ciscomani, AZ-06. - Ben Cline, VA-06. - Andrew Clyde, GA-09. - Tom Cole, OK-04. - Mike Collins, GA-10. - James Comer, KY-01. - Eli Crane, AZ-02. - Rick Crawford, AR-01. - Dan Crenshaw, TX-02. - Warren Davidson, OH-08. - Monica De La Cruz, TX-15. - Scott DesJarlais, TN-04. - Anthony D'Esposito, NY-04. - Mario Diaz-Balart, FL-26. - Byron Donalds, FL-19. - John Duarte, CA-13. - Jeff Duncan, SC-03. - Neal Dunn, FL-02. - Chuck Edwards, NC-11. - Jake Ellzey, TX-06. - Tom Emmer, MN-06. - Ron Estes, KS-04. - Mike Ezell, MS-04. - Pat Fallon, TX-04. - Randy Feenstra, IA-04. - Brad Finstad, MN-01. - Michelle Fischbach, MN-07. - Scott Fitzgerald, WI-05. - Chuck Fleischmann, TN-03. - Mike Flood, NE-01. - Vince Fong, CA-20. - Virginia Foxx, NC-05. - Scott Franklin, FL-18. - Russell Fry, SC-07. - Russ Fulcher, ID-01. - Matt Gaetz, FL-01. - Mike Garcia, CA-27. - Carlos Giménez, FL-28. - Tony Gonzales, TX-23. - Bob Good, VA-05. - Lance Gooden, TX-05. - Paul Gosar, AZ-09. - Garret Graves, LA-06. - Sam Graves, MO-06. - Mark Green, TN-07. - Marjorie Taylor Greene, GA-14. - Morgan Griffith, VA-09. - Glenn Grothman, WI-06. - Michael Guest, MS-03. - Brett Guthrie, KY-02. - Harriet Hageman, WY-AL. - Andy Harris, MD-01. - Diana Harshbarger, TN-01. - Kevin Hern, OK-01. - Clay Higgins, LA-03. - Ashley Hinson, IA-02. - Erin Houchin, IN-09. - Richard Hudson, NC-09. - Bill Huizenga, MI-04. - Wesley Hunt, TX-38. - Darrell Issa, CA-48. - Ronny Jackson, TX-13. - John James, MI-10. - Mike Johnson, LA-04. - Jim Jordan, OH-04. - John Joyce, PA-13. - Thomas Kean Jr., NJ-07. - Mike Kelly, PA-16. - Trent Kelly, MS-01. - Jen Kiggans, VA-02. - David Kustoff, TN-08. - Darin LaHood, IL-16. - Nick LaLota, NY-01. - Doug LaMalfa, CA-01. - Nick Langworthy, NY-23. - Mike Lawler, NY-17. - Laurel Lee, FL-15. - Debbie Lesko, AZ-08. - Julia Letlow, LA-05. - Barry Loudermilk, GA-11. - Anna Paulina Luna, FL-13. - Frank Lucas, OK-03. - Nancy Mace, SC-01. - Tracey Mann, KS-01. - Nicole Malliotakis, NY-11. - Brian Mast, FL-21. - Lisa McClain, MI-09. - Tom McClintock, CA-05. - Rich McCormick, GA-06. - Dan Meuser, PA-09. - Carol Miller, WV-01. - Mary Miller, IL-15. - Max Miller, OH-07. - Cory Mills, FL-07. - Marc Molinaro, NY-19. - John Moolenaar, MI-02. - Alex Mooney, WV-02. - Barry Moore, AL-02. - James Moylan, GU-AL. - Troy Nehls, TX-22. - Dan Newhouse, WA-04. - Ralph Norman, SC-05. - Jay Obernolte, CA-23. - Andy Ogles, TN-05. - Burgess Owens, UT-04. - Gary Palmer, AL-06. - Scott Perry, PA-10. - August Pfluger, TX-11. - Bill Posey, FL-08. - Guy Reschenthaler, PA-14. - Hal Rogers, KY-05. - Mike Rogers, AL-03. - John Rose, TN-06. - Matt Rosendale, MT-02. - David Rouzer, NC-07. - Chip Roy, TX-21. - Michael Rulli, OH-06. - John Rutherford, FL-05. - María Elvira Salazar, FL-27. - Steve Scalise, LA-01. - David Schweikert, AZ-01. - Austin Scott, GA-08. - Keith Self, TX-03. - Pete Sessions, TX-17. - Mike Simpson, ID-02. - Adrian Smith, NE-03. - Chris Smith, NJ-04. - Jason Smith, MO-08. - Lloyd Smucker, PA-11. - Victoria Spartz, IN-05. - Pete Stauber, MN-08. - Michelle Steel, CA-45. - Elise Stefanik, NY-21. - Bryan Steil, WI-01. - Greg Steube, FL-17. - Dale Strong, AL-05. - Claudia Tenney, NY-24. - Glenn Thompson, PA-15. - Tom Tiffany, WI-07. - William Timmons, SC-04. - Mike Turner, OH-10. - Jeff Van Drew, NJ-02. - Beth Van Duyne, TX-24. - Derrick Van Orden, WI-03. - Ann Wagner, MO-02. - Tim Walberg, MI-05. - Michael Waltz, FL-06. - Randy Weber, TX-14. - Daniel Webster, FL-11. - Brad Wenstrup, OH-02. - Bruce Westerman, AR-04. - Brandon Williams, NY-22. - Roger Williams, TX-25. - Joe Wilson, SC-02. - Rob Wittman, VA-01. - Steve Womack, AR-03. - Rudy Yakym, IN-02. - Ryan Zinke, MT-01. Organizaciones - ACT for America - Americans for Limited Government - Asociación Nacional del Rifle - CatholicVote - Club for Growth - Comité Nacional por el Derecho a la Vida - Comité Nacional Republicano del Congreso - Conferencia Política de Acción Conservadora - Consejo de Investigación Familiar - Courageous Conservatives PAC - Deplorable Pride - Faith and Freedom Coalition - Latinos para Trump - LaRouche PAC - Lista Susan B. Anthony - Operation Rescue - Political Victory Fund - Sacerdotes por la Vida - Safari Club International - Save America - Students for Life of America - Tea Party Patriots - Tea Party Express - Tea Party Patriots Citizens Fund - Texas Patriots PAC - The Conservative Caucus - Turning Point Action - Veterans for America First - Women for America First - Young Republicans Sindicatos - Asociación Benevolente de la Policía de Florida - Asociación de Trabajadores del Petróleo y el Gas - Asociación Nacional de Organizaciones Policiales - Consejo Nacional de Patrulla Fronteriza - Constructores y Contratistas Asociados - Orden Fraternal Nacional de Policía - Unión Internacional de Asociaciones de Policía Medios de comunicación - Human Events - KHTS - Las Vegas Review-Journal - Laurel Leader-Call - Law Enforcement Today - Maxim - NewBostonPost - New York Post - Ouachita Citizen - Republican-American - Rhino Times - St. Joseph News-Press - The Jewish Press - The Jewish Voice - The New York Sun - The Santa Clarita Valley Signal - The Washington Times - Tulsa Beacon - UHN Plus - Washington Examiner Individuales - Anuel AA, rapero. - Ali Abdelaziz, artista marcial mixto. - Bill Ackman, gestor de fondos e inversor. - Scott Adams, dibujante y autor. - Miriam Adelson, empresaria y médica. - Trace Adkins, cantante y actor. - Sohrab Ahmari, periodista, editor y autor. - DJ Akademiks, bloguero y youtuber. - Baked Alaska, personalidad de medios. - Jason Aldean, cantante. - Buzz Aldrin, astronauta. - Khalilah Ali, actriz. - Sam Alvey, artista marcial mixto. - Ottis Anderson, jugador de fútbol americano. - Emily Austin, periodista, locutora, modelo e influencer. - Sada Baby, rapero y cantante. - Scott Baio, actor. - Azealia Banks, rapera, cantante y compositora. - Roseanne Barr, actriz. - Le'Veon Bell, futbolista. - Alex Berenson, escritor. - Jake Bequette, futbolista. - Robert Bigelow, empresario. - Joe Biggs, personalidad de medios. - Ryan Binkley, empresario y pastor protestante. - Kodak Black, rapero, cantante y compositor. - Bleona, cantante, modelo y actriz. - María Luisa Piraquive, pastora protestante. - Walter Block, economista. - Forgiato Blow, rapero. - Michelle Bolsonaro, primera dama de Brasil (2019-2023). - Martha Boneta, asesora política y comentarista. - Nick Bosa, futbolista. - L. Brent Bozell III, escritor y activista. - Russell Brand, actor y comediante. - Jack Brewer, futbolista. - Wesley Britt, futbolista. - Antonio Brown, futbolista. - Benny the Butcher, rapero y compositor. - Harrison Butker, futbolista. - Martha Byrne, actriz. - Dean Cain, actor. - Jonathan Cain, músico, cantante y compositor. - Gina Carano, actriz. - Tucker Carlson, comentarista político. - Cara Castronuova, boxeadora, entrenadora física, locutora y activista. - Stacy Keibler, actriz, luchadora y modelo. - Jim Caviezel, actor. - Henry Cejudo, artista marcial mixto. - Bianca Censori, modelo y arquitecta. - Vince McMahon, empresario. - 50 Cent, rapero, compositor y actor. - Michael Chandler, artista marcial mixto. - Richard Childress, piloto de carreras. - Khamzat Chimaev, artista marcial mixto. - Derek Chisora, boxeador. - Savannah Chrisley, personalidad de televisión. - Steve Austin, luchador. - Roger Clemens, beisbolista. - Ryan Cohen, empresario e inversor. - Kurt Angle, luchador. - Michael Copon, actor. - Paul Wight, luchador. - Colby Covington, artista marcial mixto. - Naked Cowboy, cantante y artista callejero. - Zack Cozart, beisbolista. - Maxx Crosby, futbolista. - Jeff Jarrett, luchador. - Sophie Cunningham, baloncestista. - Bobby Lashley, luchador. - Billy Ray Cyrus, cantante, músico y compositor. - Gene Snitsky, luchador. - DaBaby, rapero. - John Daly, golfista. - Johnny Damon, beisbolista. - Dillon Danis, artista marcial mixto. - Marjorie Dannenfelser, activista. - Beneil Dariush, artista marcial mixto. - Robert Davi, actor y cantante. - Hannah Pearl Davis, youtuber y comentarista política. - Jerone Davison, futbolista. - Paula Deen, chef, autor y personalidad de televisión. - Diamond, vloguera y comentarista política.(†) - Nick Dinsmore, luchador. - Tudor Dixon, comentarista política y empresaria. - John Dolmayan, músico. - Jimmy Dore, comediante, youtuber y comentarista político. - Rod Dreher, escritor y editor. - 42 Dugg, rapero y cantante. - Cody Durden, artista marcial mixto. - Jack Eichel, jugador de hockey sobre hielo. - Larry Elder, abogado, presentador de radio y comentarista político. - Mar Mari Emmanuel, clérigo siríaco. - Quinn Ewers, futbolista. - Joe Exotic, guardián de zoológico y político. - Brett Favre, futbolista. - Jerry Falwell Jr., abogado y académico. - Jay Feely, futbolista. - Sean Feucht, cantante y compositor. - Ric Flair, luchador. - Kay Flock, rapero. - Waka Flocka Flame, rapero. - Fivio Foreign, rapero. - Steve Forbes, ejecutivo. - Laurence Fox, actor. - Devin Franco, actor pornográfico. - María Gabriela Franco, tiradora deportiva. - Enes Kanter Freedom, baloncestista. - Nick Fuentes, youtuber. (retiró su apoyo) - Sheff G, rapero. - Tulsi Gabbard, política. - Danny Gable, luchador. - Justin Gaethje, artista marcial mixto. - Riley Gaines, nadadora. - Vincent Gallo, actor. - Sauce Gardner, futbolista. - Steve Garvey, beisbolista. - Mel Gibson, actor, director y productor de cine. - Wallace Gilberry, futbolista. - Franklin Graham, pastor protestante. - Kelsey Grammer, actor. - Lee Greenwood, cantante y músico. - Vinny Guadagnino, personalidad de televisión. - Kimberly Guilfoyle, abogada y personalidad de televisión. - Alina Habba, abogada. - Bryce Hall, personalidad de redes sociales. - Sleepy Hallow, rapero. - Victor Davis Hanson, historiador, autor y profesor. - Natalie Harp, expersonalidad de televisión. - Rick Harrison, empresario y personalidad de televisión. - Taylor Heinicke, futbolista. - Jeffery Hildebrand, empresario. - Tony Hinchcliffe, comediante. - Bo Hines, futbolista. - Hulk Hogan, luchador. - Vicki Hollub, empresaria. - Lou Holtz, entrenador de fútbol, autor y comentarista deportivo. - Michel Houellebecq, escritor. - Marlon Humphrey, atleta y futbolista. - Sophia Hutchins, empresaria y socialité. - Douglas Ivester, empresario. - Victoria Jackson, comediante y actriz. - Lord Jamar, rapero y DJ. - Nicky Jam, rapero y cantante. (retiró su apoyo) - Chris Janson, cantante. - Caitlyn Jenner, atleta y personalidad de televisión. - Kerry Katona, cantante y personalidad de televisión. - Chief Keef, rapero y productor discográfico. - Keemstar, youtuber. - Brian Kelley, músico y cantante. - Jay Kemmerer, empresario y filántropo. - Robert F. Kennedy Jr, abogado, activista y político. - Tim Kennedy, soldado y artista marcial mixto. - Charlie Kirk, activista. - Robert Kiyosaki, empresario y autor. - Brad Kohler, artista marcial mixto. - Vivian Kubrick, compositora y directora de cine. - Arthur Laffer, economista. - Kari Lake, presentadora de televisión. - Alexi Lalas, futbolista. - Nick Land, filósofo y escritor. - Swae Lee, rapero, cantante y compositor. - Nik Lentz, artista marcial mixto. - Zachary Levi, actor. - Corey Lewandowski, comentarista y operador político. - Aaron Lewis, cantante y músico. - Mike Lindell, empresario. - Carl Lindner III, empresario. - Lovari, cantante. - Tom MacDonald, rapero. - Lady MAGA, drag queen, influencer y activista. - Robert Malone, médico y bioquímico. - David Mamet, dramaturgo, guionista, ensayista y director de cine. - Money Man, rapero. - Taryn Manning, actriz, cantante y compositora. - Marla Maples, actriz. - Mase, rapero. - Blake Masters, empresario y político. - Jorge Masvidal, artista marcial mixto. - Drea de Matteo, actriz. - Phil McGraw, autor y personalidad de televisión. - Conor McGregor, artista marcial mixto. - Justin Meram, futbolista. - Rebekah Mercer, operadora financiera, activista y donante política. - Robert Mercer, administrador de fondos de cobertura, informático y donante político. - Shawne Merriman, futbolista. - M.I.A., cantante y rapera. - Gardner Minshew, futbolista. - Justin Moore, cantante y músico. - George Murdoch, luchador. - Elon Musk, empresario e inversor. - Nacho, cantante. - Sheila Nazarian, cirujana plástica y personalidad televisiva. - Dasha Nekrasova, actriz, guionista y podcaster. - Bo Nickal, artista marcial mixto. - Oleksandra Nikolayenko, actriz. - Roger Norman, piloto de carreras. - Ted Nugent, músico, cantante y activista. - Malik Obama, empresario. - Martin O'Donnell, compositor. - OhGeesy, rapero. - Susan Olsen, actriz. - Alexander Otaola, actor, comediante, activista y personalidad de medios sociales. - Candace Owens, autora, comentarista política y presentadora de televisión. - Natasha Owens, cantante y compositora. - Mehmet Öz, médico y presentador de televisión. - Geoffrey Palmer, desarrollador inmobiliario y donante político. - Jake Paul, boxeador. - Logan Paul, luchador e influencer. - Katie Pavlich, comentarista, autora, bloguera y podcaster. - Frank Pavone, sacerdote católico y activista. - Shawn Michaels, luchador. - Roger Penske, piloto de carreras y empresario. - Triple H, luchador. - Mike Perry, artista marcial mixto. - Jordan Peterson, psicólogo y académico. - Gary Player, golfista. - Poppy, cantante. - Tim Pool, youtuber y comentarista político. - Jack Posobiec, presentador y corresponsal de televisión y activista. - Cody Rhodes, luchador. - Lil Pump, rapero. - Dennis Quaid, actor. - Randy Quaid, actor. - Justin Quiles, cantante y compositor. - Chaya Raichik, personalidad de medios sociales. - Vivek Ramaswany, empresario. - Dave Ramsey, escritor y personalidad de radio. - John Ratzenberger, actor. - Michael Reagan, presentador de radio y comentarista político. - Zain Retherford, luchador. - Santino Rice, diseñador de moda y personalidad de televisión. - John Rich, cantante. - Kyle Rittenhouse, personaje público y activista. - Mariano Rivera, beisbolista. - Phil Robertson, empresario y personalidad de televisión. - Kid Rock, cantante, músico y compositor. - Amber Rose, modelo y actriz. - Joe Rogan, comentarista. - Lila Rose, activista. - Adin Ross, personalidad de internet. - Phil Ruffin, empresario. - Ryback, luchador. - Antonio Sabàto Jr., actor. - David O. Sacks, empresario, autor e inversor. - John Schnatter, empresario. - John Schneider, actor. - Rob Schneider, actor y comediante. - Teemu Selänne, jugador de hockey sobre hielo. - Jerrod Sessler, piloto de carreras. - Nicole Shanahan, abogada. - Ben Shapiro, escritor y activista. - Silk, vloguera y comentarista política. - Kevin Sorbo, actor. - Frank Stallone, músico. - Darryl Strawberry, beisbolista. - Sean Strickland, artista marcial mixto. - Kristy Swanson, actriz. - Tatanka, luchador. - Andrew Tate, boxeador y empresario. - Lawrence Taylor, futbolista. - Topher, rapero, compositor y comentarista político. - Trick Trick, rapero. - Travis Tritt, cantante. - Jamal Trulove, actor. - Donald Trump Jr., empresario. - Eric Trump, empresario. - Melania Trump, modelo; primera dama de los Estados Unidos (2017-2021). - Tiffany Trump, socialité. - Mike Tyson, boxeador. - The Undertaker, luchador. - Brian Urlacher, futbolista. - Holly Valance, actriz y modelo. - Usha Vance, abogada. - Bob Vander Plaats, activista. - CoCo Vandeweghe, tenista. - Eduardo Verástegui, actor y activista. - Icewear Vezzo, rapero. - Tim Viens, piloto de carreras. - Carlo Maria Viganò, clérigo católico. - Bruce Willis, actor. - Jon Voight, actor. - Herschel Walker, futbolista y artista marcial. - Mike Wallace, futbolista. - Taylor Walls, beisbolista. - Jesse Watters, comentarista político y presentador de televisión. - Lil Wayne, rapero. - Chris Webby, rapero. - Bret Weinstein, biólogo y autor. - Kanye West, rapero, productor discográfico, cantante y empresario. - Blaire White, youtuber y comentadora política. - Royce White, baloncestista y artista marcial mixto. - Gretchen Wilson, cantante. - Jake Hager, luchador profesional. - Glenn Gilbertti, luchador. - Naomi Wolf, escritora y periodista. - Derek Wolfe, futbolista. - James Woods, actor. - xQc, streamer. - Vitaly Zdorovetskiy, youtuber y personalidad de internet. - Chuck Zito, actor. - Kamaru Usman, artista marcial mixto. Funcionarios internacionales - Tony Abbott, primer ministro de Australia (2013-2015). - Ilham Alíyev, presidente de Azerbaiyán (2003-presente). - Andrej Babiš, primer ministro de República Checa (2017-2021). - Jair Bolsonaro, presidente de Brasil (2019-2023). - Andrzej Duda, presidente de Polonia (2015-presente). - Rodrigo Duterte, presidente de las Filipinas (2016-2022). - Recep Tayyip Erdoğan, presidente de Turquía (2014-presente). - Robert Fico, primer ministro de Eslovaquia (2006–2010, 2012–2018, 2023–presente). - Boris Johnson, primer ministro de Reino Unido (2019-2022). - John Key, primer ministro de Nueva Zelanda (2008-2016). - Václav Klaus, presidente de República Checa (2003-2013). - Aleksandr Lukashenko, presidente de Bielorrusia (1994-presente). - Mauricio Macri, presidente de Argentina (2015-2019). - Dmitri Medvédev, presidente de Rusia (2008-2012) y primer ministro de Rusia (2012-2020). - Hristijan Mickoski, primer ministro de Macedonia del Norte (2024-presente). - Javier Milei, presidente de Argentina (2023-presente). - Viktor Orbán, primer ministro de Hungría (1998-2002; 2010-presente). - Matteo Salvini, ministro del interior de Italia (2018-2019). - Gerhard Schröder, canciller de Alemania (1998-2005). - Liz Truss, primera ministro de Reino Unido (2022). - Aleksandar Vučić, presidente de Serbia (2017-presente). - Miloš Zeman, presidente de República Checa (2013-2023). - Álvaro Uribe Vélez, presidente de Colombia (2002-2010). - Nayib Bukele, presidente de El Salvador (2019-presente). - Mariano Rajoy, presidente del Gobierno de España (2011-2018). |

## Apoyo
Politico señaló en diciembre de 2020 que muchas figuras republicanas estaban expresando su apoyo a la candidatura de Trump en 2024, citando al senador de Misuri Josh Hawley diciendo: "Si se presentara en 2024, creo que sería el candidato. Y lo apoyaría para que lo hiciera". Las encuestas de opinión pública nacional mostraron que Trump dominó rápidamente el campo de posibles candidatos republicanos para 2024. El senador de Utah, Mitt Romney, aunque se opuso a Trump, declaró en febrero de 2021 que si Trump se postulaba en 2024, ganaría la nominación republicana de forma aplastante. El mismo mes, el líder de la minoría republicana en el Senado, Mitch McConnell, dijo que apoyaría "absolutamente" a Trump si este último fuera nominado nuevamente.
La presentadora de televisión estatal rusa Olga Skabeyeva dijo que Rusia, que supuestamente interfirió en las elecciones presidenciales de 2016 y 2020 para ayudar a Trump, "tendrá que pensar si reinstalarlo nuevamente como presidente estadounidense". En abril de 2022, funcionarios de inteligencia estadounidenses evaluaron que Rusia tenía la intención de vengarse de la administración Biden por sus sanciones contra Rusia y la ayuda a Ucrania interviniendo en las elecciones en nombre de Trump. Un presentador de televisión estatal ruso, Evgeny Popov, dijo en marzo de 2020, "volver a ayudar a nuestro socio Trump a convertirse en presidente".
El periodista Judd Legum escribió en el blog Popular Information hasta qué punto Arabia Saudita ha invertido dinero en la familia Trump, mientras Donald Trump lanzaba su tercera campaña consecutiva para la Casa Blanca antes de 2024. La inversión total de los saudíes, estimó Legum, fue en los "miles de millones".

### Líderes religiosos
- Pastor Jackson Lahmeyer de Sheridan.Church;
- Pastor Paul Blair de Liberty Pastor Training Camps;

Líderes latinoamericanos
- Apóstol Guillermo Maldonado de la Iglesia El Rey Jesús;
- Apóstol María Luisa Piraquive de la Iglesia Ministerial;
- Reverendo Samuel Rodríguez de la Conferencia Nacional Hispana de Liderazgo Cristiano;

## Oposición
La red de donantes de Charles Koch anunció que financiaría al que fuera el principal desafiante de Trump.
Nikki Haley anunció su campaña presidencial de 2024 el 14 de febrero de 2023, convirtiéndose en la primera retadora de Trump en las primarias presidenciales del Partido Republicano de 2024. Una de sus primeras declaraciones como candidata fue pedir que los candidatos mayores de 75 años, que incluirían tanto a Trump como a Biden, debían realizar una prueba de competencia.

## Controversias y especulaciones
En diciembre de 2023 Trump afirmó que no sería un dictador si fuera reelegido, «excepto el primer día (...) después de eso, ya no seré un dictador». La encuesta de la Universidad de Massachusetts Amherst y YouGov afirma que el 74% de los votantes republicanos dijeron que sería una buena idea que Trump cumpliera con sus comentarios.
Mike Pence se desempeñó como vicepresidente de Trump de 2017 a 2021, y Pence fue el compañero de fórmula elegido por Trump en las elecciones de 2016 y 2020. En marzo de 2021, Bloomberg News informó que si Trump vuelve a postularse en 2024, Pence "probablemente no estará en la candidatura" y que Trump ha "discutido alternativas a Pence", mientras que los asesores de Trump "han discutido la identificación de una compañera de fórmula afroamericana o femenina para su próxima elección". Trump anunció en marzo de 2022 que si se postula para la reelección y gana la nominación republicana, Pence no sería su compañero de fórmula. Si eso sucede, será el primer presidente desde Gerald Ford en elegir a alguien que no sea su primer vicepresidente como su compañero de fórmula, y el primer expresidente desde Theodore Roosevelt en postularse después de dejar el cargo, además de ser el primero para elegir a alguien que no sea su primer vicepresidente desde Charles W. Fairbanks en 1912 como su compañero de fórmula. En junio de 2022, un exasistente testificó que Trump había opinado a su personal durante el ataque al Capitolio que Pence "se merecía" los cánticos de "cuelguen a Mike Pence" hechos por la multitud. Los nombres planteados como posibles candidatos para el puesto incluyen a la gobernadora de Dakota del Sur, Kristi Noem, y al senador de Carolina del Sur, Tim Scott. En abril de 2021, Trump indicó que estaba considerando al gobernador de Florida, Ron DeSantis, para el puesto, destacando su amistad con DeSantis y el estado indeciso de Florida. Desde entonces, Trump comenzó a criticar duramente a DeSantis en un contexto de especulación generalizada de que podría desafiar a Trump en las primarias presidenciales republicanas de 2024. DeSantis luego lanzó su propia campaña presidencial el 24 de mayo de 2023.
El 15 de julio de 2024, Trump anunció a través de Truth Social, mientras se realizaba la Convención Nacional Republicana que su candidato a Vicepresidente es J. D. Vance.